# Lex Salica

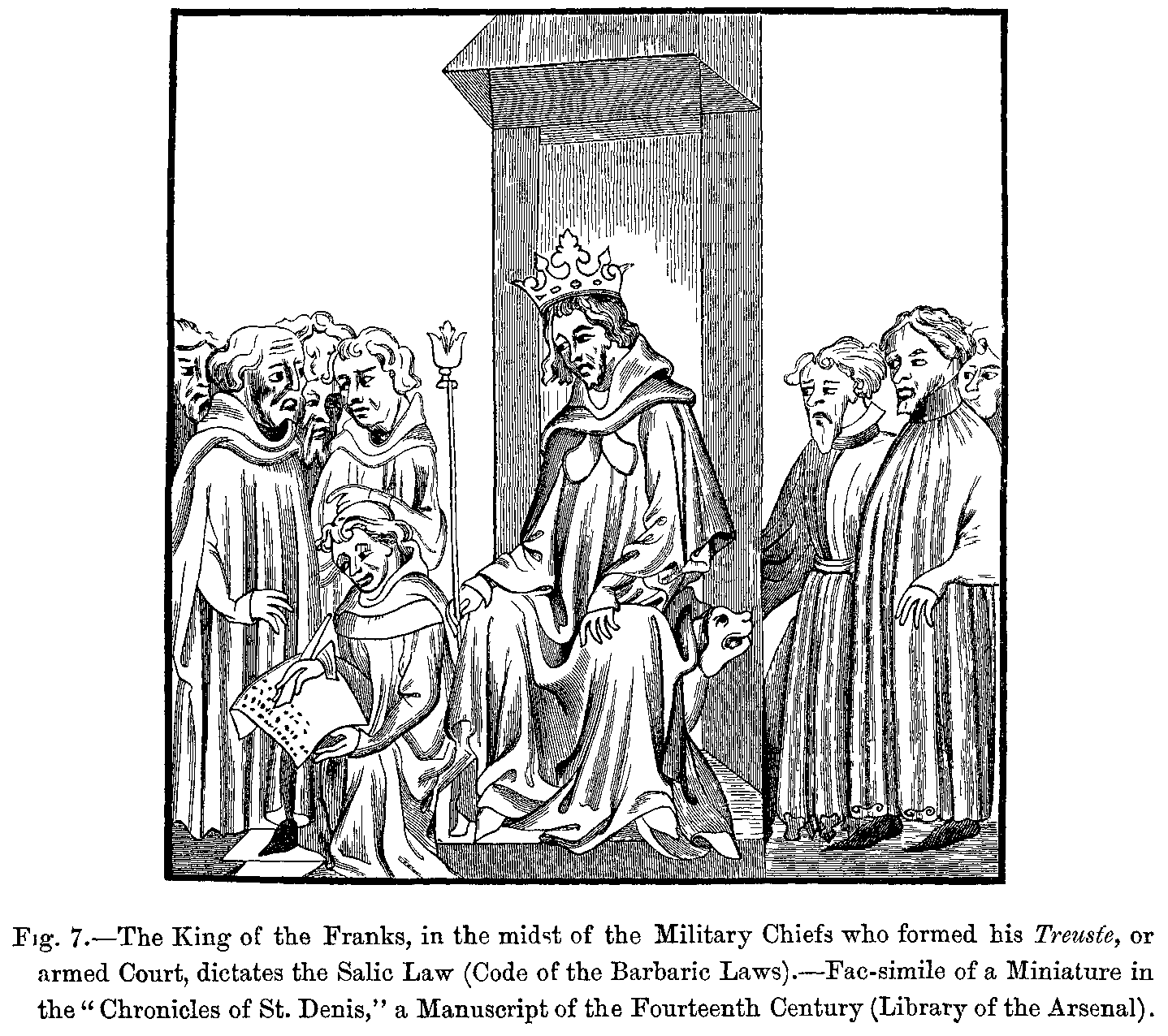
Chlodwig diktiert die Lex Salica. Miniatur, 14. Jahrhundert.

Die Lex Salica (Pactus Legis Salicae, dt. Salisches Recht) ist ein spätantikes Gesetz der Völkerwanderungszeit, das nach traditioneller Auffassung 507–511 auf Anordnung des Merowingerkönigs Chlodwig I. mit dem Adel für die Franken im Frankenreich erlassen wurde. Bei dieser Datierung wäre es eines der ältesten erhaltenen Gesetzbücher. Die Datierung ist heute aber umstritten; so argumentierte Karl Ubl, die lex sei im Kern bereits um die Mitte des 5. Jahrhunderts entstanden, als die Franken noch kaiserliche foederati waren. Einige Passagen, etwa der 47. Titel, stammen hingegen wohl erst aus dem späten 6. Jahrhundert.
Die lex Salica wird zu den Germanenrechten gezählt. Sie stützt sich vorwiegend auf germanisch-archaische Rechtsrituale, gehört daher zu den leges Barbarorum. Gleichwohl wurde sie vulgarrechtlich (nachklassisch) beeinflusst, sodass auch römische Rechtstraditionen bemerkbar sind.
Benannt ist sie nach dem fränkischen Stamm der Salfranken, nicht mit dem Geschlecht der Salier zu verwechseln. Der Text ist auf Latein verfasst, enthält jedoch germanische Fragmente (malbergische Glossen). An die lex Salica angelehnt ist die später zur Zeit des Merowingerkönigs Dagobert I. kodifizierte lex Ripuaria.

## Rechtsinhalt

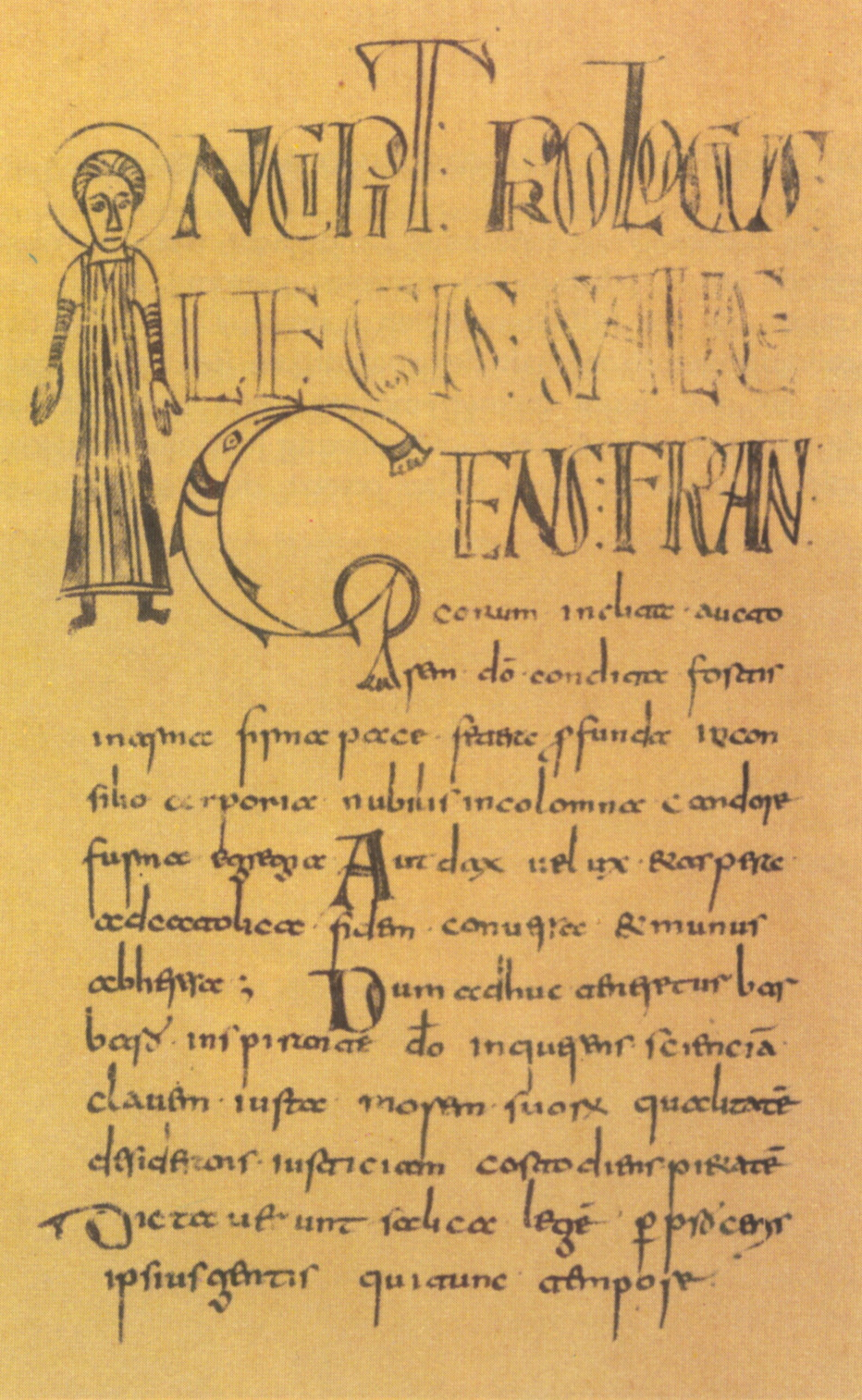
Handschrift der Lex Salica von 793 von Vandalgarius

In der lex Salica wurden mündlich überlieferte Rechtsgepflogenheiten vermutlich erstmals schriftlich niedergelegt. Obwohl mutmaßlich jünger als der westgotische Codex Euricianus und die lex Burgundionum der Burgunden, bewahrt die lex Salica nach Ansicht von Forschern wie Karl August Eckhardt mehr Germanisch-Altertümliches, weil der Grad der Romanisierung der Franken zum betreffenden Zeitpunkt noch geringer gewesen sei (was auch für die lex Ripuaria zutreffe). Diese Position wird in der neueren Forschung aber diskutiert, die, wie erwähnt, teils einen stärkeren Einfluss des spätantiken römischen Volksrechts annimmt.

### Rechtskasuistik

#### Strafrechtliche Aspekte
Die Normen befassen sich mit verschiedenen Rechtsfällen, wobei der Schuldige – sofern er freien Standes war – regelmäßig eine Geldbuße zu entrichten hatte. Die Geldbußen waren hoch veranschlagt, so beispielsweise bei Diebstahl. Sie betrugen bei den Franken ein Mehr- bis Vielfaches gegenüber anderen Volksrechten, wie denen der Friesen, Burgunden oder Alamannen. Unfreie dagegen wurden mit Körperstrafen wie Hieben oder Rutenschlägen und in wenigen Fällen sogar mit dem Tod bestraft.
Dabei unterschieden sich die Strafen, je nachdem wer geschädigt wurde und wer der Täter war, sodass anhand der unterschiedlichen Strafmaße die Standesunterschiede der damaligen Gesellschaft deutlich wurden. Beispielsweise stand auf Ermordung eines „Römers“, das heißt eines zur Provinzbevölkerung gehörenden Galloromanen, eine Geldstrafe in Höhe von 100 solidi (Goldmünzen), was etwa dem Wert von 100 Rindern entsprach, während die Tötung eines freien Franken in doppelter Höhe mit 200 solidi geahndet wurde. Wiederum höher stand die Gruppe der galloromanischen „Tischgenossen“ des Königs mit 300 solidi, während das höchste Sühnegeld von 600 solidi für die Tötung von Kriegern des unmittelbaren Gefolges des Königs zu entrichten war. Morde an einer Frau wurden höher bestraft als jene an einem Mann desselben Standes. Ebenso waren Geldbußen für Beschimpfungen vorgesehen, wobei das Wort „Hure“ mit 45 solidi am höchsten bestraft wurde. Forscher wie Sebastian Scholz vermuten, dass die Oberschicht des Reiches, darunter Bischöfe und römische Großgrundbesitzer, von den Bestimmungen der Lex Salica ausgenommen war.
Das Wergeld erhielt zu einem Drittel der dem Gericht vorsitzende Graf, wobei dieser es größtenteils an den König weitergab. Den überwiegenden Rest von zwei Dritteln erhielt der Geschädigte, gegebenenfalls dessen Familie.
In der Lex Salica ist zwar keine Rede davon, gleichwohl wurde daneben bereits staatliches Strafrecht angewandt. Mörder konnten zum Tode verurteilt, Verräter enthauptet, Diebe gehängt und Sklaven kastriert werden, wenn Letztere stahlen. In den karolingischen Kapitularien wurden die Sanktionen festgehalten (Cap. 10. 23.).

#### Zivilrechtliche Aspekte
Eine weit geringere Bedeutung hatte das Zivilrecht. Zurückzuführen ist das darauf, dass die Agrarwirtschaft nicht vertraglich organisiert wurde. Agrarwirtschaft wurde als Grundherrschaft beziehungsweise Eigenwirtschaft der freien Bauern betrieben, was nicht heißt, dass Kauf, Tausch, Darlehen oder Leihe unbekannt gewesen wären. Die lex hielt Regeln bereit, so für die kaufvertragliche Rechtsmängelgewährleistung. Gestohlene Sachen wurden mittels Anefang beweisrechtlich gesichert und anschließend fand im Wege des förmlichen Gewährentzugs das Prozessverfahren statt. Über die Sachmängelhaftung hingegen ist der Informationsstand unzureichend.
Regelungen zu abstrakten Schuldversprechen waren ebenfalls vorgesehen, vornehmlich in Gestalt des „Treuegelöbnisses“ (fides facta). In der Rechtsforschung wird ihm ein der römisch-rechtlichen Stipulation vergleichbarer Charakter bescheinigt. Zumeist diente das Geschäft wohl der Bekräftigung von Darlehen.

### Erbfolgeregelungen
Des Weiteren enthielt die lex Salica – wie auch die lex Ripuaria – Bestimmungen über das Erbrecht und die Gerichtsordnung formuliert. In Anlehnung an diese Erbrechtsbestimmungen wurde viel später in vielen europäischen Herrscherhäusern die Thronfolge so festgelegt, dass Frauen nicht die Krone erben konnten, selbst dann nicht, wenn keine männlichen Erben existierten (in terram salicam mulieres ne succedant). Frauen waren also von der Erbfolge ausgeschlossen.
Diese besondere Bestimmung der lex Salica wird heute oft als das Salische Recht schlechthin verstanden. Sie wurde jedoch erstmals in der zweiten Hälfte des 14. Jahrhunderts verwendet, um zu legitimieren, dass 1317 Philipp V. unter Umgehung der weiblichen Erbfolge auf den französischen Thron gelangt war. Es wurden nicht nur Töchter des Königs von der Erbfolge ausgeschlossen, sondern auch deren Nachkommen. Dieser Erbfolgestreit war eine der Ursachen für den Ausbruch des Hundertjährigen Krieges. Noch heute gilt die Bestimmung in einigen Monarchien und als Hausrecht in den meisten deutschen Adelshäusern. Mit der Pragmatischen Sanktion wurde sie 1713 für die Habsburgermonarchie außer Kraft gesetzt. Viele Monarchien, die das Salische Erbrecht jahrhundertelang angewendet hatten, haben sich noch in jüngerer Zeit einer weiblichen Thronfolge geöffnet (beispielsweise Schweden 1980; Belgien und Norwegen 1991; das Haus Anhalt 2010 als erste deutsche vormals regierende Familie). Im Jahr 1837 führte die Tatsache, dass das salische Recht im Königreich Hannover galt, zum Ende der über ein Jahrhundert lang geltenden Personalunion zwischen Großbritannien und Hannover, als Victoria nur die britische, nicht aber auch die hannoversche Krone erben konnte. Aus dem gleichen Grunde endete 1890 die Personalunion zwischen dem Königreich der Niederlande und dem Großherzogtum Luxemburg.

## Datierung und Autorenschaft
Die Überlieferung der Lex Salica lässt sich in verschiedene Textklassen unterteilen. Die Textklassen A, B und C sind merowingisch, die Klassen D, E, K und H sind karolingisch. In allen Fällen sind die Autoren unbekannt, aber die frühesten bekannten Texte (A und C) wurden von romanischsprachigen Autoren verfasst, die mit den im lateinischen Text eingestreuten germanischen Wörtern nicht vertraut waren. In bestimmten Fällen ist bekannt, wo ein bestimmter Text verfasst wurde.
| Textklasse   | Datierung | Anmerkungen |
| ------------ | --------- | --- |
| A            | 507–511   | Textklasse A ist der älteste Teil der Lex Salica. Sie wird auf die Jahre 507–511 datiert, während der Herrschaft von Chlodwig I., obwohl der frühest überlieferte A-Text aus der zweiten Hälfte des 8. Jahrhunderts stammt. Textklasse A kann weiter in vier Teile unterteilt werden: A 1 (800–814), wahrscheinlich in Tours geschrieben A 2 (751–768), einst in Weißenburg aufbewahrt, möglicherweise auch dort verfasst. A 3 (ca. 800), geschrieben in Westdeutschland A 4 (zweites Viertel des 9. Jahrhunderts), Herkunft unbekannt |
| B            | 511–533   | Existenz wird vorausgesetzt, Texte wurden jedoch nicht überliefert. |
| C            | 567–596   | Verfasst während der Regierungszeit von Guntram I. oder Childebert II., wahrscheinlich in Sens für den burgundischen Teil des Frankenreiches geschrieben. Textklasse C kann weiter in zwei Teile unterteilt werden: C 5 (spätes 8. Jahrhundert), geschrieben in Luxeuil C 6 (zweites Viertel des 9. Jahrhunderts) |
| D            | 763–764   | Erhalten in einer Handschrift aus dem Jahr 793 und 2 Handschriften aus dem 9. Jahrhundert, basierend auf Textklasse A. |
| E            | 751–798   | Basiert auf Textklasse D. |
| K (Karolina) | 802       | Basiert auf Textklasse C. |
| H (Herold)   | Nach 800  | Ausgabe von Johannes Herold, 1557, die auch Teile verschwundener Handschriften enthält. |

## Ausgaben
- J. B. Herold: Originum ac germanicarum antiquitatum libri. Basel 1557, 1–37. (wieder abgedruckt in Eckhardt 1954)
- Johannes Merkel: Lex salica. Berlin 1850 mit Vorwort von Jacob Grimm.
- Knut Jungbohn Clement: Forschungen über das Recht der Salischen Franken vor und in der Königszeit. Berlin 1876. (Ausgabe mit Erläuterungen und erstem Versuch einer hochdeutschen Übersetzung)
- Jan Hendrik Hessels: Lex salica. The ten texts with the glosses, and the Lex emendata. London 1880.
- J. Fr. Behrend: Lex salica. 2. Auflage. Weimar 1897.
- Heinrich Geffcken: Lex Salica. Zum akademischen Gebrauche herausgegeben und erläutert von … Leipzig 1898.
- Karl August Eckhardt: Die Gesetze des Merowingerreiches 481–714. Böhlau, Weimar 1935. (Germanenrechte. Texte und Übersetzungen, 1), 1–153.
  - 2. Bearbeitung: Karl August Eckhardt: Die Gesetze des Merowingerreiches. I. Pactus legis salicae. Recensiones Merovingicae. Witzenhausen 1955, (Germanenrechte. Texte und Übersetzungen, 1).
  - 3. Bearbeitung: Karl August Eckhardt: Die Gesetze des Merowingerreiches. I. Pactus legis salicae. Witzenhausen 1963, (Germanenrechte. Texte und Übersetzungen, 1).
- Karl August Eckhardt: Die Gesetze des Karolingerreiches 714–911. I. Salische und ribuarische Franken. Böhlau, Weimar 1934, (Germanenrechte. Texte und Übersetzungen, 2, 1).
  - 2. Bearbeitung: Karl August Eckhardt: Lex Salica: Recensio Pippina. Böhlau, Weimar 1953, (Germanenrechte. Texte und Übersetzungen, 2, 1).
- Karl August Eckhardt: Pactus legis Salicae. (Germanenrechte Neue Folge, Westgermanisches Recht).
  - 1, 1: Einführung und 80 Titel-Text. Musterschmidt, Göttingen 1954.
  - 1, 2: Systematischer Text. Musterschmidt, Göttingen 1957.
  - 2, 1: 65 Titel-Text. Musterschmidt, Göttingen 1955.
  - 2, 2: Kapitularien und 70 Titel-Text. Musterschmidt, Göttingen 1956.
  - 3: Lex Salica. 100 Titel-Text. Böhlau, Weimar 1953.
- Karl August Eckhardt: Pactus legis Salicae. Hahn, Hannover 1962, (Monumenta Germaniae Historica; Leges; Leges nationum Germanicarum; 4, 1).
- Karl August Eckhardt: Lex salica. Hahn, Hannover 1969, (Monumenta Germaniae Historica; Leges; Leges nationum Germanicarum; 4, 2) ISBN 3-7752-5054-9.